# Antenne colinéaire
L'antenne colinéaire est dédiée à l'émission/réception de type omnidirectionnel.

## Description
Elle peut être considérée comme un alignement de dipôles demi-onde placés les uns au-dessus des autres. Si ces dipôles ont une alimentation commune en bout, l'antenne colinéaire prend l'allure d'un « cierge » plus ou moins haut. Son gain  est proportionnel au rapport de la dimension verticale à la longueur d'onde. Plus ce rapport est grand, plus son diagramme dans le plan vertical est étroit: l'antenne doit alors être montée rigoureusement verticale. La polarisation émise/reçue est la polarisation verticale. En absence d'un réflecteur et d'éléments directeurs comme une antenne Yagi, elle est omnidirectionnelle.

## Utilisations
L'antenne colinéaire 2,4 GHz ISM est utilisée dans les stations d'accueil Wi-Fi. Son gain peut atteindre 15 dBi, hauteur : 2 m. Elle est généralement installée sur un mât d'antenne, disposant du meilleur dégagement immédiat, sans obstacle proche de même hauteur.
L'antenne colinéaire peut être construite par les wifistes et autres amateurs, en respectant les cotes, dans du câble coaxial 50 ohms. Le gain dépend du nombre de tronçons.